# Seal (álbum de 1994)
Seal (en ocasiones referido como Seal II con el objetivo de evitar confusiones con el álbum de 1991 que lleva el mismo nombre) es el segundo álbum homónimo del cantante Seal. El álbum fue puesto a la venta en 1994 por ZTT/Sire Records.
Desde entonces, la imagen en la portada ha sido sinónimo de Seal, apareciendo en varias portadas de sencillos de canciones versionadas y siendo reutilizada para su álbum de grandes éxitos.

## Lista de canciones
1. "Bring It On" (Bruce/Coleman/Melvoin/Rizzo/Isidore/Seal) - 3:58
2. "Prayer for the Dying" (Seal/Isidore) – 5:30
3. "Dreaming in Metaphors" (Isidore/Seal) – 5:52
4. "Don't Cry" (Seal) – 6:17
5. "Fast Changes" (Isidore/Seal) – 5:42
6. "Kiss from a Rose (Seal) – 4:47
7. "People Asking Why" (Seal) – 4:45
8. "Newborn Friend" (Seal) – 4:05
9. "If I Could" (duet with Joni Mitchell) (Seal) – 4:16
10. "I'm Alive" (Coleman/Melvoin/Rizzo/Isidore/Seal) – 4:02
11. "Bring It On" (Reprise) (Bruce/Coleman/Melvoin/Rizzo/Isidore/Seal)  – 1:15

## Sencillos

### Reino Unido
| Lanzamiento             | Título                             | Cima |
| ----------------------- | ---------------------------------- | ---- |
| 9 de mayo de 1994       | "Prayer for the Dying"             | 14   |
| 18 de julio de 1994     | "Kiss from a Rose"                 | 20   |
| 24 de octubre de 1994   | "Newborn Friend"                   | 45   |
| 3 de julio de 1995      | "I'm Alive"                        | 4    |
| 27 de noviembre de 1995 | "Don't Cry"/"Prayer for the Dying" | 51   |

| Predecesor: I Say I Say I Say de Erasure | Álbum número uno en el Reino Unido 4 de junio de 1994 - 17 de junio de 1994 | Sucesor: Real Things de 2 Unlimited |